# Deichkind
Deichkind alias Die Electric Super Dance Band är en tysk hiphopgrupp från Hamburg. Deichkinds medlemmar är Malte, Philipp och Buddy samt producenten Sebi. 

## Diskografi
- Bitte ziehen Sie durch, 2000
  - "Kabeljau Inferno", 1999 (singel)
  - "Bon Voyage" (feat. Nina), 2000 (singel)
  - "Komm schon", 2000 (singel)
  - "Weit weg (feat. Bintia)", 2000 (singel)
- Noch fünf Minuten, Mutti!, 2002
  - "Limit", 2002 (singel) inkl. remixer av Boris Dlugosch och Johannes Heil
  - "Pferd im Stall", 2002 (singel)
- "Justified & Ancient KLF Cover (KLF vs. DEICHKIND)
- Aufstand im Schlaraffenland, 19 maj 2006 (album)
  - "Electric Super Dance Band", mars 2005 (singel)
  - "Remmidemmi (Yippie Yippie Yeah)", 2006 (singel)
  - "Ich betäube mich" (Feat. Sarah Walker), 2006 (singel)
- Arbeit nervt, 17 oktober 2008 (album)
  - "Arbeit nervt", 2008 (singel)
  - "Lufbahn", 2008 (singel)
- Befehl von ganz unten, 2012 (album)
  - "Leider geil", 2012 (singel)
  - "Der Mond", 2012 (singel)
  - "Bück dich hoch", 2012 (singel)
- Niveau Weshalb Warum, 31 januari 2015 (album)
  - "So 'ne Musik", 2014 (singel)
  - "Denken Sie groß", 2015 (singel)
  - "Like mich am Arsch", 2015 (singel)
  - "Selber machen lassen", 2015 (singel)
- Wer sagt denn das?, 2019 (album)